# Floritmont e Gaumièr
Florimont e Gaumièr (en francès Florimont-Gaumier) és un municipi francès situat al departament de la Dordonya i a la regió de la Nova Aquitània.

## Demografia
| 1962                                       | 1968 | 1975 | 1982 | 1990 | 1999 | 2007 |
| ------------------------------------------ | ---- | ---- | ---- | ---- | ---- | ---- |
| 262                                        | 252  | 230  | 181  | 164  | 132  | 141  |
| Des de 1962: població sense dobles comptes |      |      |      |      |      |      |

## Administració
| Període   | Identitat         | Partit |
| --------- | ----------------- | ------ |
| 1965-1977 | Georges Gaussinel |        |
| 1977-2001 | Claude Fresquet   |        |
| 2001-2008 | Georges Caramel   |        |
| 2008-     | Michel Trémoulet  |        |